# 牧正
牧正，中國古代職官名，負責掌管牲畜，為牧官之長。夏朝中興之主少康逃亡於有仍氏之時，曾任此職。